# Maurice Oudot de Dainville
Maurice Oudot de Dainville, né à Firbeix (Dordogne) le 26 septembre 1886 et mort à Montpellier le 28 septembre 1960, est un archiviste-paléographe et historien français. Il a fait l'essentiel de sa carrière comme directeur des Archives départementales de l'Hérault.

## Biographie
Charles Marie Georges Maurice Oudot de Dainville est le fils de Georges Oudot de Dainville (1850-1890), officier de cavalerie, d'une famille d'origine lorraine, et d'Emma Henry, fille d'un avocat lorrain.
Il entre à l'École nationale des chartes en 1908. Devenu archiviste-paléographe après une thèse sur Les travaux publics de la ville de Périgueux au XIVe siècle, il est nommé, en 1919, conservateur des Archives du Var. Le 1er janvier 1925, il passe à la direction des Archives de l'Hérault, fonction qu'il conservera jusqu'à sa retraite en 1951.
Il avait épousé, dès 1908, Henriette Girou de Buzareingues (1882-1960), d'une famille de l'Aveyron installée à Montpellier. Ils eurent sept fils et une fille. L'aîné fut le jésuite et historien François Oudot de Dainville. Leurs autres fils sont tous devenus officiers et l'un d'eux, Michel (1915-2001), général de brigade, est le père de l'historienne Ségolène Oudot  de Dainville-Barbiche et de l'amiral Alain Oudot de Dainville.
Il aimait écrire des contes et nouvelles publiés dans les revues locales. Il était membre, depuis 1926, de l'Académie des sciences et lettres de Montpellier et également président de la Société archéologique de Montpellier.

## Travaux
Maurice Oudot de Dainville a consacré l'essentiel de ses efforts à produire des outils – inventaires et répertoires analytiques – facilitant l'accès aux collections dont il avait la charge, comme le fonds de la Cour des comptes, aides et finances de Languedoc ou ceux de François Joffre aux archives municipales de Montpellier.
Des ouvrages publiés dans la première partie de sa carrière sur les monuments, cachets et sceaux sont illustrés de dessins de sa main d'une grande qualité.

## Publications
- Monuments historiques de l'Hérault inscrits à la première partie de l'inventaire dressé par la Direction des beaux-arts, notices et dessins de M. de Dainville, Montpellier, Laffitte-Lauriol, 1933.
- Isabelle de Clermont-Tonnerre, comtesse Henri d'Ursel, fondatrice des Orantes de l'Assomption[4], 1849-1921, préface par le T. R. P. Gervais Quénard, Paris, P. Lethielleux, 1939, VII-398 p., pl., portraits h. t.
- Les églises romanes du diocèse de Montpellier, Montpellier, La Charité, 1940[5].
- Empreintes de cachets conservés aux Archives de l'Hérault, Montpellier, Laffitte-Lauriol, 1944.
- Sceaux conservés dans les archives de la ville de Montpellier, texte et 492 dessins de M. Oudot de Dainville, Montpellier, Laffitte-Lauriol, 1952.